# María de Meneses
María de Meneses, también llamada María Alfonso de Meneses (c. 1250-Toro, 15 de junio de 1285), dama castellana, señora de Ucero e hija de Alfonso Alfonso de Meneses el Tizón y de Mayor González Girón, hija de Gonzalo Rodríguez Girón y Marquesa Pérez. Fue amante de Sancho el Bravo, rey de Castilla y de León.

## Biografía

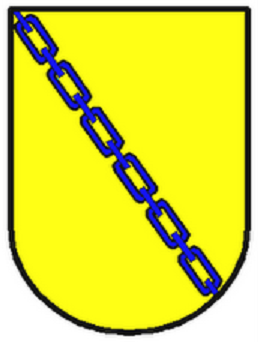
Escudo de la familia Téllez de Meneses.

Se desconoce su fecha de nacimiento. Sus padres fueron Alfonso Alfonso de Meneses el Tizón, ricohombre en la corte del rey Alfonso III de Portugal —hijo de Alfonso Téllez de Meneses y de Teresa Sánchez, hija natural de Sancho I de Portugal y de María Páez de Ribeira la Ribeiriña—, y Mayor González Girón.
Se convirtió en amante del infante Sancho, hijo de Alfonso X el Sabio. Cuando el infante Sancho contrajo matrimonio en 1281 con María de Molina, nieta de Alfonso IX de León y prima segunda de María de Meneses, acabó la relación sentimental que mantenían ella y el infante Sancho. Poco después de celebrarse el matrimonio del infante Sancho, María de Meneses ingresó en un convento. 

## Descendencia
Después de enviudar de Juan García de Ucero, de quien no tuvo descendencia, fue amante del rey Sancho IV de quien tuvo dos hijas:
- Violante Sánchez de Castilla, quien contrajo matrimonio en 1293 con Fernando Rodríguez de Castro, señor de Lemos y Sarria.[4] Fue sepultada en el monasterio de Sancti Spiritus de Salamanca.
- Teresa Sánchez de Castilla, casada en primeras nupcias con Juan Alfonso Téllez de Meneses, I conde de Barcelos y IV señor de Meneses y de Alburquerque, y en segundas nupcias con Rodrigo Gil de Villalobos para concebir a María Rodríguez de Villalobos que se enlazaría con el viudo  Lope Fernández Pacheco,[6] VII señor de Ferreira de Aves, y con quien tendría tres hijas.